# FUDGE

Обкладинка книги правил FUDGE

FUDGE (Freeform, Universal Do-it-yourself Gaming Engine) — вільна, універсальна настроювана ігрова система рольових ігор, яку розробив і написав Стефан О'Саліван, автор кількох застосунків для GURPS. Ідеально підходить, як для початкового ознайомлення з рольовими іграми, так і для досвідчених гравців.

## Назва FUDGE
Коли О'Саліван матеріалізував свій задум, потрібно було знайти цікаву назву для нової системи. Спочатку О'Саліван назвав її SLUG («слимак», Simple Laid-back Universal Game). Однак потім він вирішив замінити назву на FUDGE, оскільки вона краще відбивала ідею системи та була кумедною (FUDGE перекладається, як «дурня»).

## Кидання кубиків та модифікатори

### Кубики у FUDGE
В системі FUDGE використовуються чотири шестигранні кубики, дві сторони яких пофарбовані у зелений колір, дві — у червоний. Зелена грань додає +1 до суми, непофарбована — 0, а червона — -1. Таким чином загальна сума усіх чотирьох кубиків коливається від +4 до -4.

### Модифікатори
В окремих випадках до результату кидка додається певне число — модифікатор.

### Критичний кидок
+4 на кубиках випадає рідко. Коли в результаті кидка випадає таке велике число, вважають, що персонажу незвичайно пощастило. У випадку -4 все з точністю до навпаки.

## Майданчик тенет
- FUDGE Links [Архівовано 11 січня 2008 у Wayback Machine.]
- Домашня сторінка Стефана О'Салівана, автора FUDGE  [Архівовано 17 січня 2008 у Wayback Machine.]